# Arnesby Brown

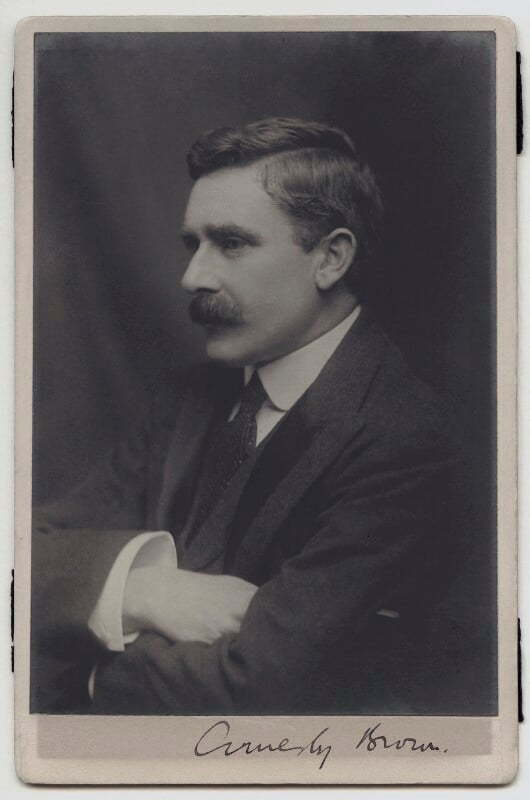
Sir John Alfred Arnesby Brown (1866–1955), Fotografie von Elliott & Fry

Sir John Alfred Arnesby Brown RA (* 29. März 1866 in Nottingham; † 16. November 1955 in Haddiscoe, Norfolk) war ein britischer Landschaftsmaler. Er war vor allem für seine impressionistischen Darstellungen pastoraler Landschaften bekannt, in denen häufig Vieh zu sehen ist. Für seine Leistungen auf diesem Gebiet wurde er 1938 in den Adelsstand erhoben.

## Leben
Arnesby Brown studierte zunächst Ende der 1880er Jahre an der Nottingham School of Art. Ab 1889 setzte er seine Ausbildung für vier Jahre bei Hubert von Herkomer an der Bushey School of Art in Hertfordshire fort. 1890 stellte er erstmals an der Royal Academy aus und wurde 1903 zum Associate gewählt. 1896 heiratete er die Malerin Mia Edwards (1870–1931), die ebenfalls bei Hubert von Herkomer studiert hatte. Das Paar lebte sowohl in Haddiscoe, Norfolk, als auch in St Ives, Cornwall.
Sein Schaffen konzentrierte sich auf St Ives in Cornwall und Norfolk, obwohl er die letzten 20 Jahre seines Lebens, nach dem Tod seiner Frau, die meiste Zeit in London verbrachte. Er stellte in der Royal Academy, den Leicester Galleries, der Goupil Gallery, der RSA und an vielen anderen Orten aus. Im Jahr 1934 nahm Arnesby Brown an der Biennale in Venedig teil und im folgenden Jahr hatte er eine Retrospektive im Norwich Castle Museum. 1938 wurde Arnesby Brown zum Ritter geschlagen. Aufgrund einer Erblindung hört er 1942 auf zu malen. Er starb 1955 und wurde auf dem Friedhof der Pfarrkirche St. Mary in Haddiscoe, Norfolk, beigesetzt.

## Werk

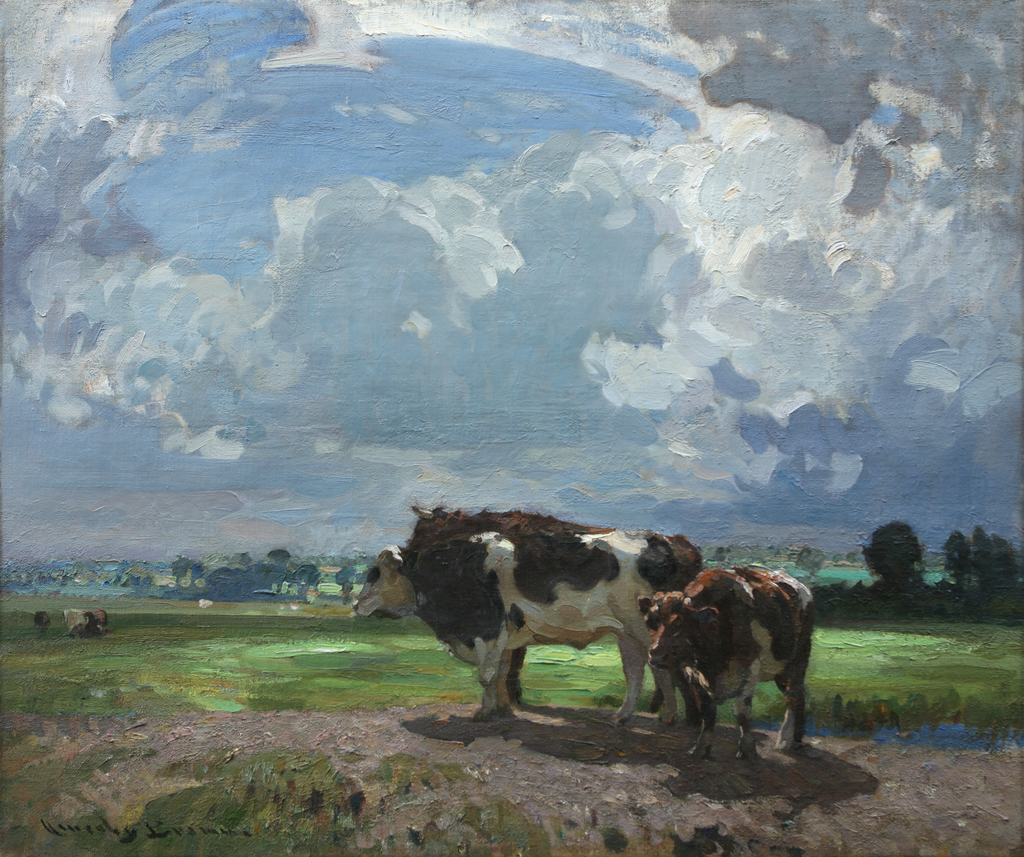
Arnesby Brown: A Summer Day, 1912

Arnesby Brown war bekannt für seine impressionistischen Darstellungen ländlicher Landschaften, oft mit Kühen. Seine Bilder zeichnen sich durch eine atmosphärische Wiedergabe der englischen Landschaft aus. Zu seinen bekanntesten Werken gehören Morning, Silver Morning und The Line of the Plough, die sich in der Sammlung der Tate Gallery befinden.